# Седжвік (Арканзас)
Седжвік (англ. Sedgwick) — місто (англ. town) в США, в окрузі Лоуренс штату Арканзас. Населення — 163 особи (2020).

## Географія
Седжвік розташований за координатами 35°58′33″ пн. ш. 90°52′0″ зх. д. / 35.97583° пн. ш. 90.86667° зх. д. (35.975918, -90.866603).  За даними Бюро перепису населення США в 2010 році місто мало площу 0,61 км², уся площа — суходіл.

## Демографія
Згідно з переписом 2010 року, у місті мешкали 152 особи в 63 домогосподарствах у складі 45 родин. Густота населення становила 248 осіб/км².  Було 79 помешкань (129/км²). 
Расовий склад населення:
| - 99,3 % — білих |

До двох чи більше рас належало 0,7 %. Іспаномовні складали 0,0 % від усіх жителів.
За віковим діапазоном населення розподілялося таким чином: 23,0 % — особи молодші 18 років, 63,2 % — особи у віці 18—64 років, 13,8 % — особи у віці 65 років та старші. Медіана віку мешканця становила 42,0 року. На 100 осіб жіночої статі у місті припадало 87,7 чоловіків;  на 100 жінок у віці від 18 років та старших — 82,8 чоловіків також старших 18 років.
Середній дохід на одне домашнє господарство  становив 45 203 долари США (медіана — 44 583), а середній дохід на одну сім'ю — 55 072 долари (медіана — 52 750). За межею бідності перебувало 26,2 % осіб, у тому числі 38,5 % дітей у віці до 18 років та 0,0 % осіб у віці 65 років та старших.
Цивільне працевлаштоване населення становило 51 осіб. Основні галузі зайнятості: виробництво — 35,3 %, роздрібна торгівля — 17,6 %, сільське господарство, лісництво, риболовля — 11,8 %, освіта, охорона здоров'я та соціальна допомога — 9,8 %.